# 婦選獲得同盟
婦選獲得同盟（ふせんかくとくどうめい）は、日本の女性権利団体。1924年12月13日に久布白落実、市川房枝らが中心となり「婦人参政権獲得期成同盟会」として設立された。1925年4月に「婦選なくして普選なし」の意を込めて「婦選獲得同盟」と改称した。

## 沿革

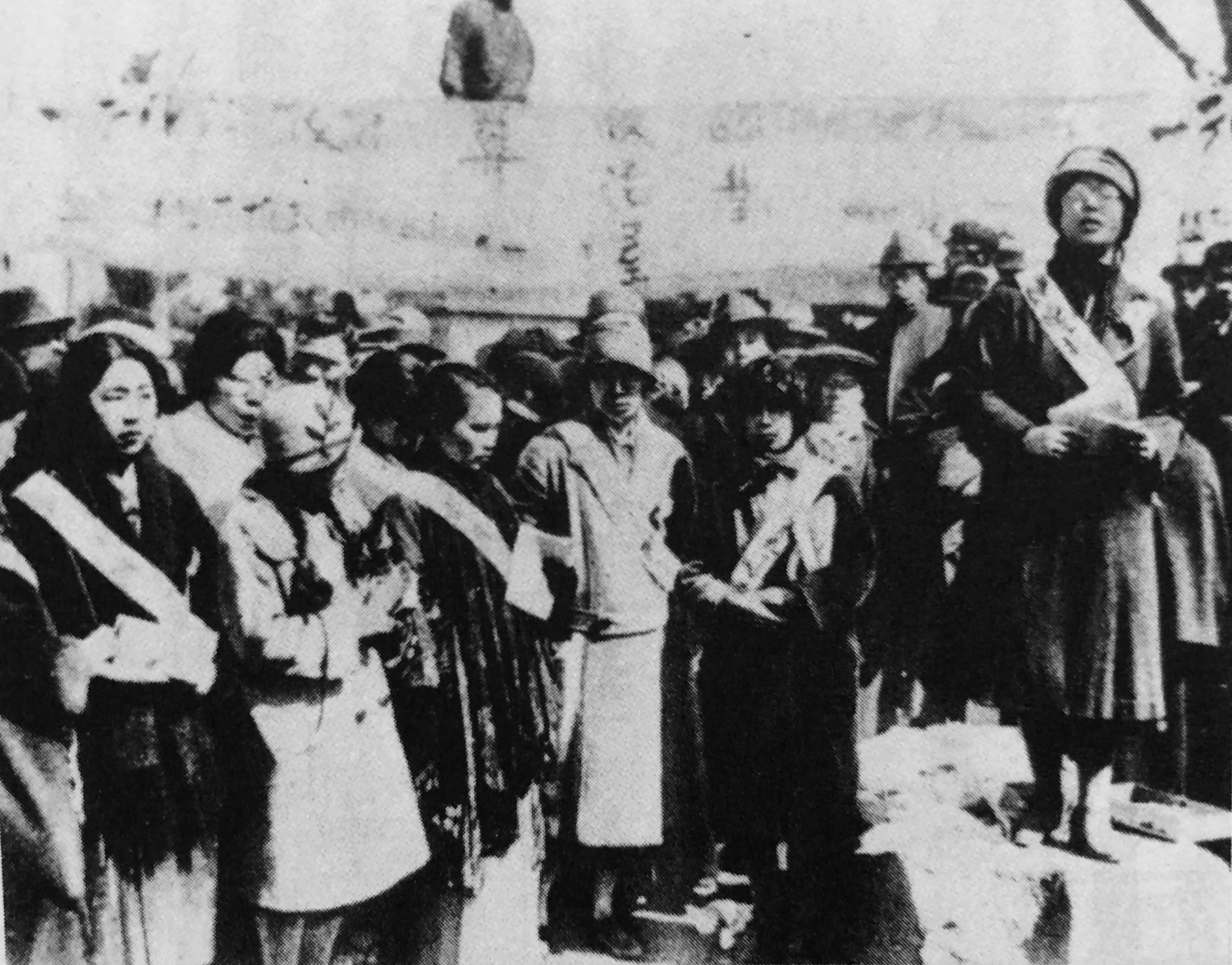
1929年3月15日、女性参政権を求める集会「東京市政浄デー」が開かれた。集会に参加する婦選獲得同盟のメンバーたち。

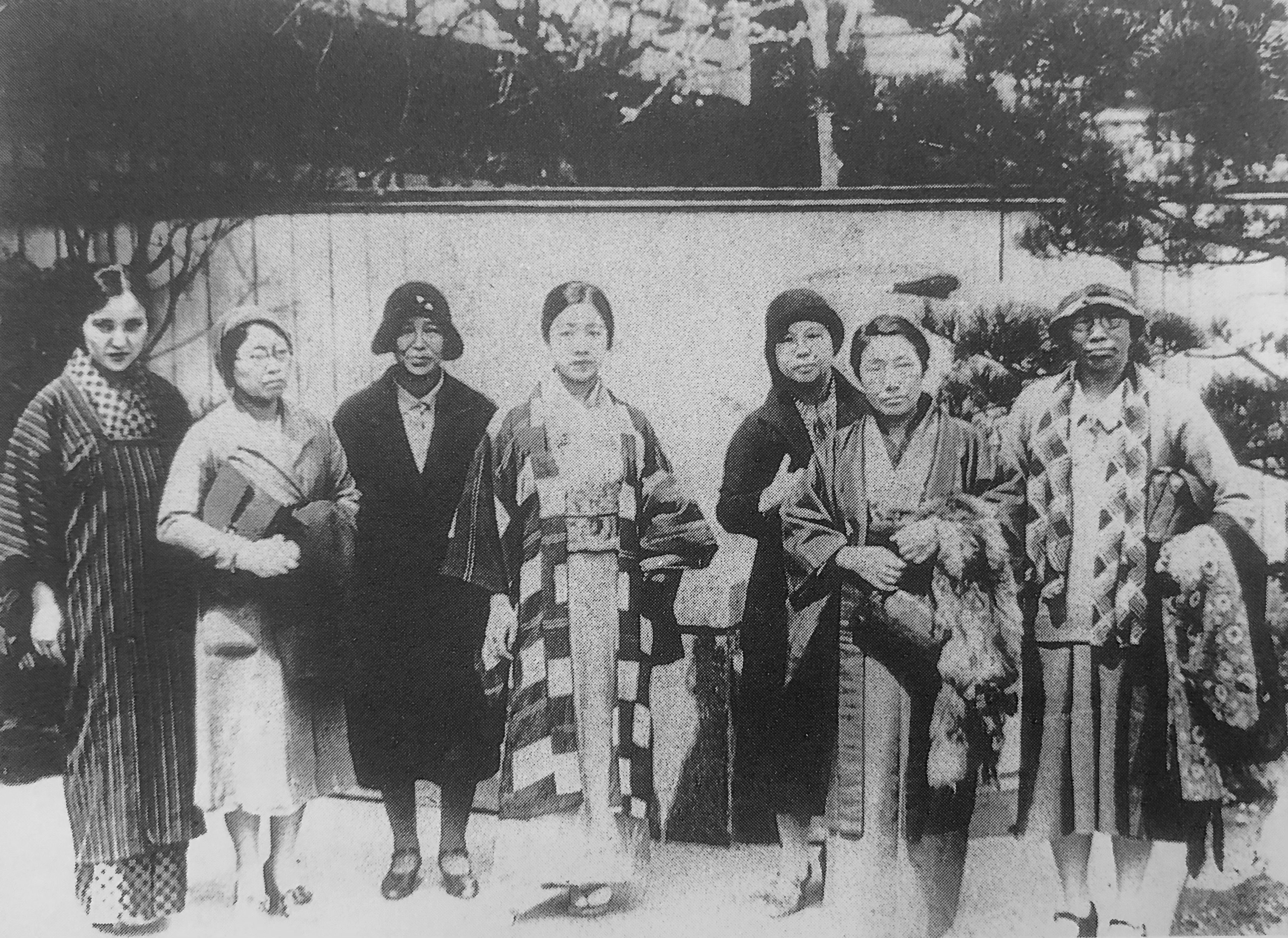
1932年に行われた東北婦選大会にて。左から3番目が平田のぶ、一人おいて金子しげり、一人おいて市川房枝。

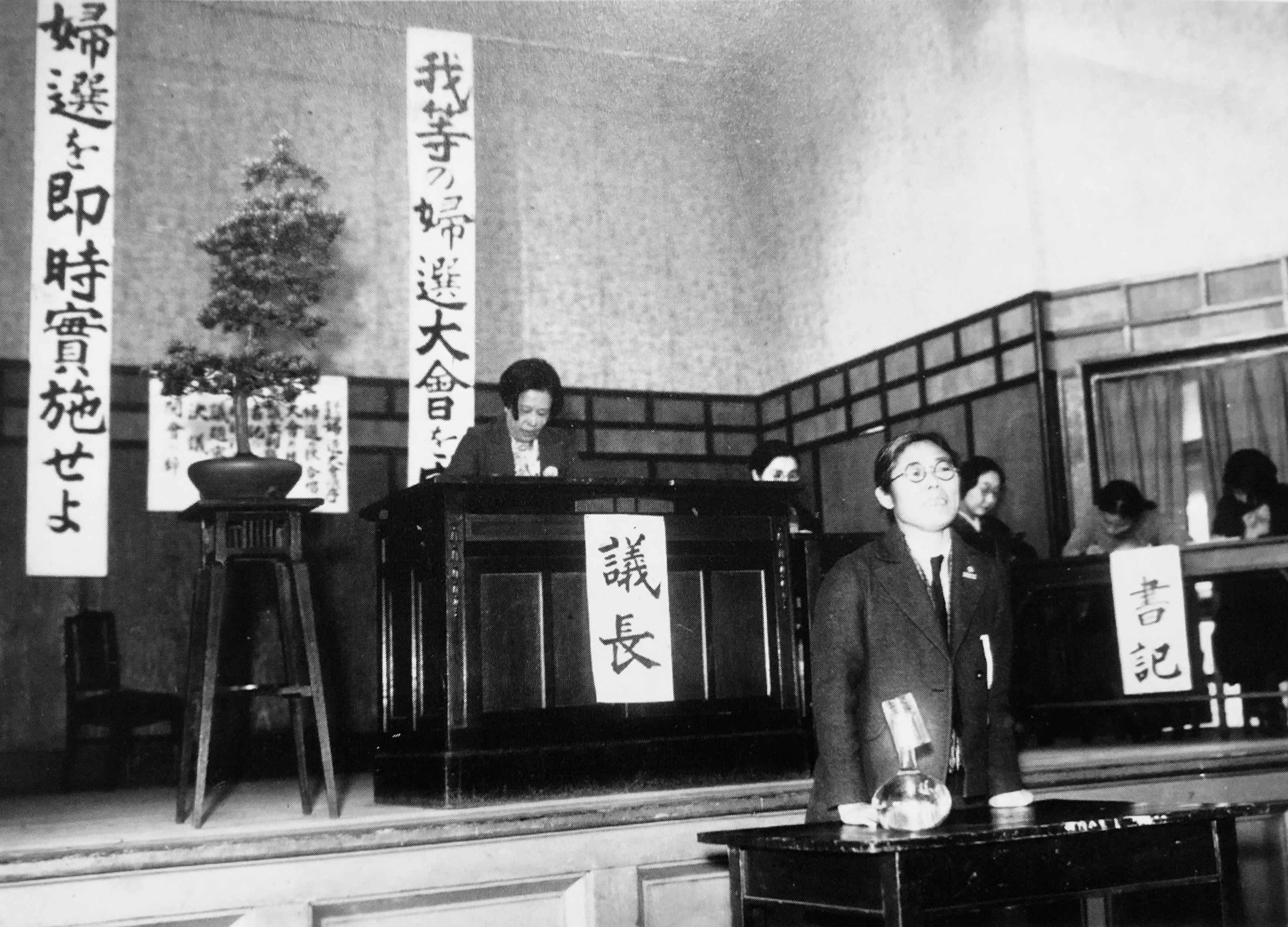
1937年1月24日、第7回全日本婦選大会が芝公園内の協調会館で開催され、藤田たきが議長を務めた。演壇に立っているのは市川房枝。

1923年10月、関東大震災の救援活動を通じて集まった婦人団体によって「東京連合婦人会」が組織された。
1924年6月11日、加藤高明内閣が発足。加藤は第15回衆議院議員総選挙における公約どおりに衆議院議員選挙法の改正に着手した。
男子普通選挙法の成立を目前に、婦人参政権運動の統一と拡充が求められ、1924年12月13日、東京連合婦人会の政治部を母体として「婦人参政権獲得期成同盟会」が設立された。婦人参政権獲得に目的をしぼり、政党に対する絶対中立を方針とした。総務理事に久布白落実、会務理事に市川房枝、会計理事に東京府立第三高等女学校の教員の中沢美代が就任した。この3人に坂本真琴、金子しげり、河崎なつ、ガントレット恒、山内輝子、荻野好子、宮川静枝、吉永文子、田中芳子をあわせた計12人の会員が中央委員として会の運営に当たることとなった。
1925年3月29日、満25才以上男子による普通選挙を規定する法律「普通選挙法」が成立。市川は日記に「私はこの日を、女性から参政権が奪われた日として永久に記憶しておこう」という趣旨の言葉を書いた。同年4月19日、「婦選なくして普選なし」の標語のもと、「婦選獲得同盟」と改称された。
1927年から機関誌『婦選』（のちの『女性展望』）を発行。
1928年、日本婦人参政権協会、婦人参政同盟、関東婦人同盟、社会婦人同盟などと「婦選獲得共同委員会」を結成。1930年から7回にわたり、全日本婦選大会を開催するなど、他団体との共同運動を進めた。同年、久布白が総務理事を辞任し、市川が後を継いだ。
1937年7月7日に日中戦争が勃発すると、非常時に対処するため、同年9月28日、8婦人団体で「日本婦人団体連盟」を組織した。国民精神総動員運動に参加するなかで次第に戦時体制に協力していった。
1939年2月18日、内閣情報局等と連絡しつつ、女性指導者の時局認識を深め政策研究を行うことを目的に、「婦人時局研究会」が組織された。
1940年9月21日、婦人獲得同盟は臨時総会を開催。解散と「婦人時局研究会」への合流を決定した。
1941年8月20日、『女性展望』廃刊。